# والدبرون (بایرن)
والدبرون (به آلمانی: Waldbrunn) یک شهر در آلمان است که در Würzburg واقع شده‌است. والدبرون ۲٬۵۲۳ نفر جمعیت دارد.